# Östliche Waldfledermaus
Die Östliche Waldfledermaus (Vespadelus pumilus) ist ein in Australien verbreitetes Fledertier in der Familie der Glattnasen. Sie zählt zur Gattung Waldfledermäuse (Vespadelus), die früher als Untergattung der Breitflügelfledermäuse (Eptesicus) geführt wurde. Mehrere fälschlich dieser Art zugeschriebene Museumsexemplare stellten sich als Troughton-Waldfledermaus heraus.

## Merkmale
Die Art erreicht eine Kopf-Rumpf-Länge von 35 bis 44 mm, eine Schwanzlänge von 27 bis 34 mm und ein Gewicht von 3 bis 6 g. Sie hat 29 bis 33 mm lange Unterarme. Das dunkelbraune Fell mit rötlicher Tönung ist deutlich dunkler als bei der Baverstock-Waldfledermaus. Die Unterseite ist heller und die Ohren sowie die Flughäute besitzen eine dunkle Farbe. Unterschiede zu anderen Gattungsvertretern bestehen in einer abweichenden Form des männlichen Penis sowie in anderen Rufen zur Echoortung.

## Verbreitung
Diese Fledermaus lebt in den australischen Bundesstaaten Queensland und New South Wales östlich des Gebirgszuges Great Dividing Range. Sie hält sich in feuchten Wäldern auf. Die Exemplare bewohnen das Flachland und die östlichen Hänge des Gebirges.

## Lebensweise
Die Exemplare ruhen meist in Baumhöhlen, obwohl sich manche Männchen im Blattwerk von Pflanzen der Gattung Acacia verstecken. Die Östliche Waldfledermaus hält keinen Winterschlaf, nimmt jedoch bei ungünstigen Bedingungen zu allen Jahreszeiten einen Starrezustand (Torpor) ein. Die Nahrung besteht, soweit bekannt, aus Mücken, die über Marschland gefangen werden. Diese Fledermaus hält sich meist in einem 6 Hektar großen Revier auf.
Vor der Geburt der Nachkommen bilden Weibchen eigene Kolonien, die allgemein nicht weiter als 20 Meter von Wasserläufen entfernt liegen. Diese können bis zu 50 Mitglieder haben. Pro Wurf kommen ein bis zwei Neugeborene vor. Die Lebenslänge beträgt meist ein bis drei Jahre und in wenigen Fällen bis zu sechs Jahre.

## Gefährdung
Der Bestand ist potentiell durch häufigere Waldbrände bedroht. Die IUCN listet die Östliche Waldfledermaus als nicht gefährdet (least concern), da der Gesamtbestand als stabil gilt.